# Evangelisch-lutherischer Zentralverein für Begegnung von Christen und Juden

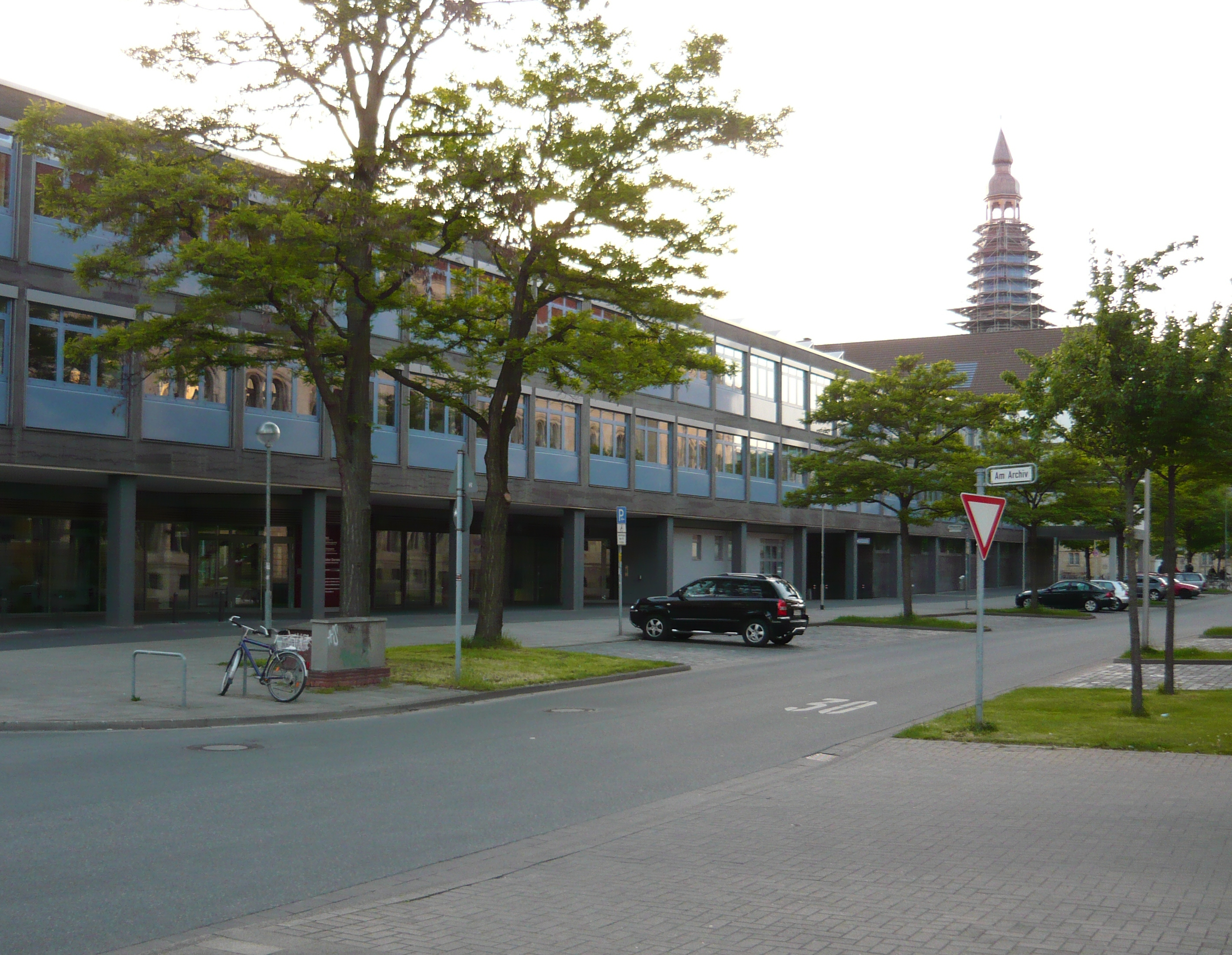
Sitz des Zentralvereins, Archivstraße 3 Hannover

Der Evangelisch-lutherische Zentralverein für Begegnung von Christen und Juden ist ein überregionaler Dachverband, in dem landeskirchliche Vereine und Beauftragte zusammengeschlossen sind. Der Sitz des Zentralvereins und seiner Geschäftsstelle befindet sich im Haus kirchlicher Dienste der Evangelisch-lutherischen Landeskirche Hannovers in der Archivstraße 3 in Hannover, dem er angeschlossen ist.

## Geschichte
1871 wurde der Evangelisch-Lutherische Centralverein für Mission unter Israel von Franz Delitzsch in Leipzig gegründet. Im Laufe der Jahre änderte der Verein seinen Namen und hieß ab 1985 Evangelisch-Lutherischer Zentralverein für Zeugnis und Dienst unter Juden und Christen, ab 2000 bis heute Evangelisch-lutherischer Zentralverein für Begegnung von Christen und Juden. Zwischen 1935 und 1945 war der Verein aufgelöst. Nach dem Zweiten Weltkrieg gründete er sich neu und hatte seinen Sitz zunächst in Eversen und München, dann bis heute im Amt für Gemeindedienst/Haus kirchlicher Dienste in Hannover.

## Aufgaben
Der Verein unterstützt den Dialog zwischen Juden und Christen. Er vermittelt Kenntnisse über den jüdischen Glauben, unterstützt und fördert mit Projekten, Vorträgen, Veranstaltungen und Gesprächsangeboten den Abbau von antisemitischen Tendenzen in Kirche und Gesellschaft. Der Zentralverein und seine Mitglieder halten den Kontakt zu jüdischen Kirchen, Gruppen und Institutionen. Zweimal (bis 2012 viermal) im Jahr gibt der Zentralverein die Zeitschrift Begegnungen heraus. Der Verein Begegnung-Christen und Juden Niedersachsen e. V. verleiht alle zwei Jahre den Blickwechsel-Preis. Die Mitglieder veröffentlichen regelmäßig Newsletter. Der Zentralverein und sein Zweigverein Begegnung-Christen und Juden Niedersachsen sind personell und inhaltlich eng mit der Fachstelle Kirche und Judentum im Haus kirchlicher Dienste der hannoverschen Landeskirche verzahnt. Der Zentralverein ist Förderer des Institutum Judaicum Delitzschianum an der Universität Münster und der Otto von Harling-Stiftung. Er ist Mitglied der Evangelischen Mittelost-Kommission (EMOK). und kooperiert eng mit der Konferenz Landeskirchlicher Arbeitskreise Kirche und Judentum (KLAK) und der Lutherischen Europäischen Kommission Kirche und Judentum (LEKKJ), deren Gründungsmitglied der Zentralverein ist.

## Mitglieder
Die Mitglieder sind dem Zentralverein korporativ angeschlossen.
- Begegnung Christen und Juden Niedersachsen e.V. (1982 als Ev.luth. Dienst für Christen und Juden – Niedersachsen e. V. gegründet, Sitz der Geschäftsstelle und Studienleitung im Haus kirchlicher Dienste Hannover)
- BCJ.Bayern - Verein zur Förderung des christlich-jüdischen Gesprächs in der Evangelisch-Lutherischen Kirche in Bayern e.V. (Sitz der Geschäftsstelle in Neuendettelsau)
- Nordelbischer Verein für Zeugnis und Dienst unter Juden und Christen e. V. (gegründet 1985, Sitz der Geschäftsstelle in Großsolt)
- Koordinator für Kirche und Judentum in der Selbständigen Ev.-luth. Kirche (Hannover).
- Jüdisch-Christliche Arbeitsgemeinschaft Leipzig (Leipzig)

## Begegnung – Christen und Juden Niedersachsen e.V.
Begegnung – Christen und Juden Niedersachsen e.V. wurde 1982 als „Ev.-luth. Dienst für Christen und Juden – Niedersachsen e.V.“ gegründet. Das Ziel bestand darin, die Arbeit in Niedersachsen zu intensivieren. Seit 2000 trägt er den neuen Namen, der einen Gedanken des Philosophen Martin Buber aufnimmt: „Alles wirkliche Leben ist Begegnung.“ Der Verein hat mehr als 200 Mitglieder in ganz Niedersachsen, anderen Regionen Deutschlands und anderen Ländern Europas wie Großbritannien und der Schweiz. Der Hauptsitz befindet sich, zusammen mit dem des Zentralvereins, im Haus kirchlicher Dienste in Hannover. In Kooperation mit lokalen und regionalen Partnern, unter anderen der Liberalen Jüdischen Gemeinde Hannover und der Gesellschaft für christlich-jüdische Zusammenarbeit, finden jährlich mehrere Veranstaltungen in ganz Niedersachsen statt. Zu den Schwerpunkten des Vereins gehört die Auslegung biblischer Texte im Licht der jüdischen und christlichen Tradition, das Angebot von Kursen zum biblischen Hebräisch, die Vermittlung regionaler jüdischer Geschichte durch Exkursionen, sowie die Bekämpfung von Antisemitismus. Organe des Vereines sind die Mitgliederversammlung und der Vorstand.